# Чернігівське земляцтво в Києві
Товариство «Чернігівське земляцтво» — громадська організація, яка об'єднує громадян, що народилися, навчались чи працювали на Чернігівщині, або вихідцями з Чернігівщини були їх предки.

## Загальна інформація
Земляцтво консолідує зусилля вихідців із Чернігівщини для:
- захисту їх національно-культурних, економічних, соціальних інтересів,
- сприяння будівництву незалежної, демократичної, соціальної та правової Української держави,
- сприяння соціально-економічному розвитку Чернігівщини,
- пропаганди історії, відновлення пам'яток історії і культури, традицій Чернігово-Сіверської землі.

Земляцтво створене 22 березня 1996 року. Нині воно об'єднує понад 3000 уродженців Чернігівщини, включає 22 осередки по районах, молодіжне, Чорнобильське (об'єднує ліквідаторів Чорнобильської катастрофи) та ветеранське відділення. 
Серед численних справ Товариства — допомога школам, лікарням, інтернатним закладам, центрам соціального захисту у Чернігівській області, розповсюдження та популяризація української книги, оновлення фондів бібліотек, підтримка книговидання, просвітницька, наукова та дослідницька діяльність, благодійні справи.
Товариство бере активну участь в економічному житті Чернігівщини, розвиває краєзнавчі, історичні дослідження регіону, популяризує та зберігає пам'ять про видатних чернігівців, є активним учасником і співорганізатором найважливіших подій в області, сприяє економічному розвитку, інвестиційній привабливості регіону, допомагає розвиткові інфраструктурних об'єктів, залученню інвестицій, підтримує соціальну сферу та туристичний бізнес.
Товариство постійний учасник урочистих заходів, що проходять в області з нагоди державних свят, визначних дат, днів міст і сіл, культурно — мистецьких акцій, ярмарків. За сприяння Товариства в населених пунктах проведена велика кількість концертів відомих колективів і солістів, видано кілька десятків книг історико — краєзнавчого спрямування.

## Кодекс честі
Будь благословенна, отча Земле!
Ти подарувала нам життя і долю, розум і світле почуття братерської дружби, що згуртувало нас у Чернігівське земляцтво.
За велінням долі опинившись за межами Чернігівщини, ми духовно об’єднались, щоб проголосити: відтепер ми спільнота і головним для кожного із нас, яку б посаду ми не займали, є:
- піклування про розквіт Чернігівського краю, про його матеріальне і моральне благополуччя,
- пам’ятати якого ми роду-племені,
- любити рідну землю,
- піднімати велич Української держави і
- ніколи не забувати батьківський поріг.

Члени Чернігівського земляцтва, яке є добровільним громадським об’єднанням – люди чесні, добропорядні, справжні патріоти своєї держави.
Для кожного із нас понад усе – порядок і злагода у власному домі, ім’я якого Україна. Ми здатні до толерантності у внутрішніх справах, шануємо своїх обранців, готові виконувати рішення земляцтва, сплачувати членські внески і дотримуватись цього Кодексу честі.
Честь маємо!
Слава Україні!

## Рада Товариства (станом на грудень 2023 року)
- Ткаченко Віктор Вікторович  (народився у с. Ладинка Чернігівського р-ну) — голова Ради Товариства (з березня 1999 року)
- Літошко Тетяна Андріївна (народилася у с. Нова Басань Бобровицького р-ну) — заступник голови Ради, виконавчий директор Товариства
- Засульський Микола Васильович (народився у м. Київ) — заступник голови Ради, Заслужений економіст України, президент Київської торгово-промислової палати, голова Новгород-Сіверського відділення
- Орєхович Олексій Федорович (народився у с. Шаболтасівка Сосницького р-ну) — заступник голови Ради, голова Сосницького відділення
- Орішко Людмила Василівна (народилася у с. Сираї Козелецького району) - відповідальний секретар Товариства

Серед членів Ради:
- Богдан Микола Іванович (народився у с. Конотоп Городнянського р-ну) — голова Городнянського відділення
- Вощевський Микола Миколайович (народився у с. Галиця Ічнянського р-ну) — Почесний громадянин міста Ічня, голова Ічнянського відділення
- Гайовий Андрій Олегович (народився у м. Корюківка) — в.о. голови Корюківського відділення
- Граб Сергій Олександрович (народився у м. Київ) — голова Ріпкинського відділення
- Гриценко Михайло Петрович (народився у с. Пархимів Козелецького р-ну) — голова Козелецького відділення
- Демченко Валерій Андрійович (народився у м. Чернігів) — голова молодіжного відділення
- Довгий Станіслав Олексійович (народився у с. Ганно-Требинівка на Кіровоградщині) — диктор фіз.-мат. наук, професор, Президент Малої Академії наук України, голова Менського відділення
- Зуб Володимир Іванович (народився у с. Берізка Варвинського р-ну) — голова Варвинського відділення
- Кривонос Павло Олександрович (народився у м. Прилуки) — Почесний громадянин міста Прилуки, голова Прилуцького (Срібнянського і Талалаївського) відділення
- Кудін Сергій Миколайович (народився у м. Короп) — голова ветеранського відділення
- Кузуб Віктор Миколайович (народився у м. Короп) — голова Коропського відділення
- Курданов Андрій Леонідович (народився у м. Чернігів) - в.о. голови Чернігівського відділення
- Марущенко Сергій Володимирович (народився у с. Жадове Семенівського р-ну) — голова Семенівського відділення
- Моцар Лариса Володимирівна (народилась у с. Старі Боровичі Сновського р-ну) — голова Сновського відділення
- Охонько Сергій Миколайович (народився у с. Мала Кошелівка Ніжинського р-ну) — депутат Ніжинської міської ради, в.о. голови Ніжинського відділення
- Пінчук Андрій Михайлович (народився у с. Марківці Бобровицького р-ну)) — заслужений юрист України, голова Бобровицького відділення
- Поєта Микола Володимирович (народився у с. Гурбинці Срібнянського р-ну) — голова відділення ліквідаторів аварії на Чорнобильській АЕС
- Пухкал Олександр Григорович (народився у с. Пальчики Бахмацького р-ну)) — науковець і політик, Народний депутат України 3-го скликання, голова Бахмацького відділення
- Скоренко Віктор Євгенович (народився у с. Велика Доч Борзнянського р-ну) — голова Борзнянського відділення
- Чуян Борис Володимирович (народився у с. Ковчин Куликівського р-ну) — депутат Чернігівської районної ради, голова Куликівського відділення
- Шкребель Григорій Павлович (народився у с. Володькова Дівиця Носівського р-ну) — голова Носівського відділення

## Почесні члени Ради
Серед почесних членів Ради:
- Гончар Микола Вікторович (нар. 1950) — український зв'язківець, член спостережної ради ВАТ «Укртелеком», кандидат педагогічних наук, доцент, генерал-майор
- Плющ Іван Степанович — український державний діяч
- Пероганич Юрій Йосипович (нар. 1961) — громадський діяч у галузі інформаційно-комунікаційних технологій, культури і освіти, колишній голова Носівського відділення земляцтва
- Леміш Володимир Олексійович (народився у с. Носелівка Борзнянського р-ну)

Серед колишніх членів Ради:
- Волох Дмитро Степанович (1936—2020) — український науковець, педагог, доктор фармацевтичних наук, академік Міжнародної академії інформатизації при ООН, професор, завідувач кафедри організації та економіки фармації Національного медичного університету імені Олександра Богомольця, заслужений працівник охорони здоров'я України
- Мисник Павло Олексійович (1943—2017) — український політик і громадський діяч. Народний депутат України 1-го скликання. Почесний голова ради земляцтва
- Литвин Олександр Валер'янович (1956 - 2021) - колишній голова Ріпкинського відділення

## Газета «Отчий поріг» і календарі земляцтва
Земляцтвом заснована і щомісячно друкується газета «Отчий поріг». Виходить з січня 2002 року. Поточний тираж 1000.
У квітні 2010 вийшов сотий номер, ювілейний двохсотий номер був у серпні 2018 року, а з січня місяця 2021 року видання номерів газети перейшло в електронний формат.
У серпні 2023 року земляцтво земляцтво надало дозвіл на вільне поширення усіх номерів газети "Отчий поріг".
У грудні 2023 року земляцтво надало дозвіл на вільне поширення щорічних календарів земляцтва 1997-2006 рр.